# Машковиці (Лодзинське воєводство)
Машковиці (пол. Maszkowice) — село в Польщі, у гміні Озоркув Зґерського повіту Лодзинського воєводства.
Населення — 370 осіб (2011).

## Демографія
Демографічна структура станом на 31 березня 2011 року:
|          | Загалом | Допрацездатний вік | Працездатний вік | Постпрацездатний вік |
| -------- | ------- | ------------------ | ---------------- | -------------------- |
| Чоловіки | 185     | 42                 | 126              | 17                   |
| Жінки    | 185     | 40                 | 106              | 39                   |
| Разом    | 370     | 82                 | 232              | 56                   |